# Honda Civic VIII
El Honda Civic VIII es un automóvil de turismo del segmento C, producido por el fabricante japonés Honda Motor Company. Este coche fue la octava generación del citado automóvil de la marca japonesa, cuyo estreno representó una radical renovación del coche en todos sus aspectos, tanto estructurales como mecánicos, siendo proyectado sobre un chasis completamente nuevo y con nuevos sistemas de motorización. Estas renovaciones implementadas en el modelo insignia de la casa Honda, fueron las razones por las cuales este modelo fue presentado como New Civic.
A lo largo de su producción, presentó distintos tipos de motorizaciones, las cuales estaban disponibles en las siguientes series:
- Serie FK: FK1 1.4 i-VTEC gasolina, FK2 1.8 i-VTEC gasolina, y FK3 2.2 i-CTDi diésel
- Serie FN: FN1 1.8 i-VTEC gasolina, FN2 2.0 i-VTEC Type R gasolina, FN3 2.2 i-CTDi diésel y FN4 1.4 i-VTEC gasolina
- Serie FD: FD1 1.4 i-VTEC gasolina, FD2 1.6 i-VTEC gasolina, FD3 1.8 i-VTEC gasolina, y FD4 2.0 i-VTEC gasolina.
- Civic GX: 1.8 GNC
- Civic Flex: 1.8 E20-E25 o etanol al 100%

Al mismo tiempo, se introdujeron cuatro estilos de carrocería a lo largo de su ciclo de producción: sedán, cupé y hatchback de tres y cinco puertas. La versión sedán se introdujo con dos estilos distintos para diferentes mercados, uno de ellos vendido como Acura CSX en Canadá y como Ciimo Si Ming en China, de 2012 a 2016. Las versiones hatchback formaron la gama Civic para el mercado europeo, que recibió una arquitectura diferente, con un diseño de carrocería y una huella más pequeña, siendo producidas únicamente en Swindon, Reino Unido. La versión de alto rendimiento Type R se introdujo en 2007 para los estilos de carrocería sedán y hatchback de tres puertas, siendo el primero vendido solamente en Japón y otros mercados asiáticos limitados.
La producción de este coche tuvo lugar entre los años 2005 y 2012, siendo producido en las factorías de Japón, Estados Unidos, Canadá, Turquía, Brasil, China, Taiwán, Tailandia, Malasia, Filipinas, Vietnam, India y Pakistán. Entre sus principales oponentes de mercado se contaban a sus connacionales Toyota Corolla y Nissan Sentra, además de otros modelos como los Chevrolet Cruze, Ford Focus o Peugeot 408, entre otros. Fue discontinuado para dar paso a la novena generación de Civic, la cual heredó muchas de sus cualidades mecánicas y estructurales, como así también la denominación comercial New Civic.

## Características principales

### Motorizaciones
El Civic de octava generación consta de cuatro motorizaciones en Europa: un motor 1.4 L (de 83 CV hasta el 2008 y 100 CV en el modelo del 2009-presente), un motor 1.8 L (de 140 CV) y un 2.0 L (de 201 CV). Entretanto, el único diésel es un motor 2.2 L turbo (de 140 CV). Los gasolina son atmosféricos. A estos modelos para el mercado europeo de cinco puertas se les denomina serie FK (FK1 1.4 i-VTEC, de gasolina, FK2 1.8 i-VTEC, de gasolina y FK3 2.2 i-CTDi diésel), mientras que los de tres puertas son la serie FN (FN1 1.8 i-VTEC, de gasolina, FN2 2.0 i-VTEC de gasolina Type R, FN3 2.2 i-CTDi, de diésel y FN4 1.4 i-VTEC, de gasolina). Los modelos de los demás países son de la serie FD, con motorizaciones 1.4, 1.6, 1.8 y 2.0 litros.
El motor de 1.8 L vendido en el mercado brasileño es de combustible flexible, con capacidad de funcionar con gasolina E20-E25, etanol al 100% y alguna mezcla de ambos.

### Diseño e interior
Un rasgo peculiar del diseño es que hay formas semejantes en la parte delantera y en la trasera: los faros antiniebla tienen una forma triangular, como las salidas de escape; los faros principales están unidos visualmente por una pieza de plástico transparente, como los pilotos lo están por una de plástico rojo; la rejilla delantera tiene una forma de panal reproducida bajo el paragolpes trasero.
El interior es futurista y la consola central está dividida en dos partes ("Dual Link"). Honda ha facilitado un dato de volumen de maletero de 485 L, que es mucho, en parte debido a que no lleva rueda de repuesto ni suspensión trasera independiente, sino eje de torsión; este volumen incluye un espacio que hay bajo el suelo del maletero.

### Medidas
El Honda Civic mide 4.256 milímetros de largo (35 milímetros menos que el Honda Civic anterior) y 1430 de alto (35 milímetros menos).
La anchura del Civic (1760 milímetros), en cambio, es mayor que la del Honda Civic anterior y también que la de muchos de los turismos de su longitud. Entre los turismos de cinco puertas con una longitud semejante a la del Honda Civic, solo son más anchos que el Honda Civic el Ford Focus (que también es más ancho que un Ford Mondeo o un Galaxy con 1840 milímetros) y el Renault Megane (1770 milímetros).
El nuevo Civic tiene las ruedas más bien separadas entre sí, comparado con otros turismos de cinco puertas con estas dimensiones. La batalla es de 2635 milímetros, algo mayor de lo normal pero más corta que en el Honda Civic anterior (2680 milímetros).

### Suspensión y frenos
La suspensión delantera es McPherson tipo L. La suspensión trasera no es multibrazo a partir de la 8ª generación (excepto la versión cuatro puertas). La asistencia de la dirección es eléctrica.
Los frenos son de disco en las cuatro ruedas y del mismo tamaño en todas las versiones que están inicialmente a la venta: 282 mm autoventilados delante y 260 mm macizos detrás. La versión Type R (FN2) lleva delante 300 mm. La versión "LX" utiliza tambores en las ruedas traseras.

### Civic Hybrid
Variante híbrida del Civic, principalmente comercializada en los Estados Unidos y Japón, y también en Europa, México y Chile. Previo al lanzamiento de la segunda generación del Honda Insight, su rival inmediato es el Toyota Prius.
Tiene un motor de gasolina i-VTEC de 1.3 L de cilindrada que se acopla con un motor eléctrico de imán permanente que entrega 20 CV. Ambos motores desarrollan en conjunto una potencia máxima cercana a los 110 CV a 6000 RPM y un par máximo de 123 lb·ft.